# Rio Caldo (Terras de Bouro)
Rio Caldo es una freguesia portuguesa del concelho de Terras de Bouro, con 11,64 km² de superficie y 993 habitantes (2001). Su densidad de población es de 85,3 hab/km².